# Brez (film, 1995)
Brez je slovenski kratki dokumentarni film iz leta 1995. 
Govori o 39-letnem Mirku Lebarju, ki se kljub izgubi nog v nesreči na železniških tirih ukvarja z gorništvom.
Film je napisal, režiral in posnel Matjaž Fistravec.

## Kritike
Vesna Marinčič je opazila, da se je moral filmar Fistravec truditi z ostalimi gorniki, da pohoda ni kar konec, ampak so vsi utrujeni ter da je Lebar v primerjavi z ostalimi bolj opazil stopinje divjih živali in vonj cvetlic, vendar bil tudi izpostavljen zoprnemu prahu. Napisala je, da je film v skladu z obdobjem, ki slavi junake, ki presegajo svoje fizične in psihične pomanjkljivosti ter da je v družbi z nepreglednim in neurejenim dokumentarcem Maje Weiss o jugoslovanskih beguncih v Nemčiji videti še posebej čist, močan in učinkovit.
Nevi Mužič se je zdel avtorjev pristop naraven in zato prepričljiv. Všeč ji je bilo, da se je pri portretirancu osredetočil na ključne točke. Pohvalila je enotno kadriranje in pa montažo, ki filmu daje enakomeren ritem, podčrtuje Lebarjev značaj, daje temi potrebno težo in glasbi možnost, da izdelku s svojim svečanim tonom, ki nikoli ne zapade v romantična ali patetična podčrtavanja glavnih trenutkov filma, podeljuje resnost in zavzetost. Zaradi kamere, ki snema z Lebarjevega zornega kota, je pozabila, da gre za invalida, ki je blizu zemlje. Zmotila jo je le tonska obdelava.

## Festivali
- Slovenski filmski maraton 1995[1]